# 12e cérémonie des Visual Effects Society Awards
 (juin 2020).
La 12e cérémonie des Visual Effects Society Awards (VES Awards), organisée par la Visual Effects Society, a eu lieu le 12 février 2014 et à récompenser les meilleurs effets visuels de l'année 2013,.

## Palmarès

### Effets visuels secondaires dans un film
- Lone Ranger, naissance d'un héros (The Lone Ranger)
  - Rush
  - Gatsby le Magnifique (The Great Gatsby)
  - La Vie rêvée de Walter Mitty (The Secret Life of Walter Mitty)
  - Le Loup de Wall Street (The Wolf of Wall Street)
  - White House Down

### Outstanding Supporting Visual Effects in a Broadcast Program
- Banshee – (Épisode: Pilot)
  - Da Vinci's Demons – (Épisode: The Lovers)
  - Hawaii 5-0 (Hawaii Five-0) – (Épisode: Ho'onani Makuakane)
  - Mob City – (Épisode: A Guy Walks Into a Bar)
  - Moonfleet – (Épisode: 2)
  - The Borgias – (Épisode: Relics)

### Outstanding Virtual Cinematography in a Live Action Commercial or Broadcast Program
- The Crew
  - Mad Max - Mad Max: Ethos
  - Murdered: Soul Suspect
  - Qualcomm Snapdragon: A Dragon Is Coming

### Meilleure cinématographie virtuelle dans un film en prises de vues réelles
(Outstanding Virtual Cinematography in a Live Action Feature Motion Picture)
- Gravity
  - Iron Man 3
  - Man of Steel
  - Colin Benoit, Nick Walker, Adam Schnitzer et Victor Schutz pour Pacific Rim ("le combat dans l'océan à Hong Kong" - "Hong Kong Ocean Brawl")
  - Le Hobbit : La Désolation de Smaug (The Desolation of Smaug)

### Outstanding Visual Effects in a Special Venue Project
- Space Shuttle Atlantis: Pre-Show
  - Hayden Planetarium's Dark Universe
  - Mysteries of the Unseen World
  - Mystic Manor
  - Spongebob Squarepants 4D Attraction: The Great Jelly Rescue

### Effets visuels dans un spot publicitaire
- PETA: 98% Human
  - Call of Duty: Epic Night Out
  - Galaxy Chauffeur
  - Liberty Group Limited: Answer
  - Sony PlayStation: Perfect Day

### Effets visuels dans un projet d'étudiant
- Rugbybugs
  - Morphium
  - Runaway
  - Where the Dream Begins
  - Initium

### Meilleurs effets visuels dans un film basé sur les effets visuels
(Outstanding Visual Effects in a Visual Effects Driven Feature Motion Picture)
- Gravity
- Iron Man 3
- Hal T. Hickel, John Knoll, Susan Greenhow et Christopher Raimo pour Pacific Rim
- Star Trek Into Darkness
- Le Hobbit : La Désolation de Smaug (The Desolation of Smaug)

### Effets visuels dans une série télévisée
- Le Trône de fer (Game of Thrones) – (Épisode: Valar Dohaeris)
  - Agents of S.H.I.E.L.D. – (Épisode: Pilot)
  - Almost Human
  - Battlestar Galactica: Blood and Chrome
  - Inseparable – (Épisode: Chernobyl)

### Meilleurs maquettes dans un film
(Outstanding Models in a Feature Motion Picture)
- Gravity – (Scène: ISS Exterior)
  - Dave Fogler, Alex Jaeger, Aaron Wilson et David Richard Nelson pour Pacific Rim
  - Star Trek Into Darkness
  - Lone Ranger, naissance d'un héros (The Lone Ranger) – (Scène: Colby Locomotive)

### Meilleur environnement fictif dans un film en prises de vues réelles
(Outstanding Created Environment in a Live Action Feature Motion Picture)
- Gravity – (Scène: Exterior)
  - Gravity – (Scène: Interior)
  - Iron Man 3 – (Scène: Shipyard)
  - Johan Thorngren, Jeremy Bloch, David Meny et Polly Ing pour Pacific Rim ("Hong Kong virtuel" - "Virtural Hong Kong")
  - Elysium – (Scène: Torus)

### Outstanding Created Environment in a Commercial or Broadcast Program
- Le Trône de fer (Game of Thrones) – (Épisode: The Climb)
- Hell on Wheels : L'Enfer de l'ouest (Hell on Wheels) – (Épisode: Big Bad Wolf)
- Inseparable – (Épisode: Chernobyl)
- Liberty Group Limited: Answer

### Meilleur effets spéciaux et animation de simulation dans un film en prises de vues réelles
(Outstanding FX and Simulation Animation in a Live Action Feature Motion Picture)
- Gravity – (Scène: Parachute and ISS Destruction)
  - Man of Steel
  - Ryan Hopkins, Michael Balog, Pat Conran et Rick Hankins pour Pacific Rim ("Simulation et destruction des fluides" - "Fluid Simulation and Destruction")
  - Le Hobbit : La Désolation de Smaug (The Desolation of Smaug)

### Outstanding Compositing in a Commercial
- Call of Duty: Epic Night Out
  - Jean-Paul Gaultier: The Sailor
  - Mercedes Sensations
  - Sony PlayStation : Greatness Awaits
  - Sony PlayStation: Perfect Day

### Animation d'un personnage dans un film d'animation
- La Reine des neiges (Frozen) – "Bringing the Snow Queen to Life"
  - Epic : La Bataille du royaume secret (Epic) – "Bomba"
  - Epic : La Bataille du royaume secret (Epic) – "Mary Katherine"
  - Les Croods (The Croods) - "Eep"

### Outstanding Created Environment in a Broadcast Program or Commercial
- Le Trône de fer (Game of Thrones) – (Épisode: The Climb)
  - Hell on Wheels : L'Enfer de l'ouest (Hell on Wheels) – (Épisode: Big Bad Wolf)
  - Inseparable – (Épisode: Chernobyl)
  - For the Liberty Mutual Limited commercial – Answer

### Outstanding Created Environment in an Animated Feature Motion Picture
- La Reine des neiges (Frozen) – (Scène: Elsa's Ice Palace)
  - Epic : La Bataille du royaume secret (Epic) – (Scène: Pod Patch)
  - Monstres Academy (Monsters University) – (Scène: Campus)
  - Les Croods (The Croods) – (Scène: The Maze)

### Maquettes et miniatures dans un film
- Gravity – (Scène: ISS Exterior)
- Pacific Rim
- Star Trek Into Darkness
- Lone Ranger, naissance d'un héros (The Lone Ranger) – (Scène: Colby Locomotive)

### Outstanding FX and Simulation Animation in an Animated Feature Motion Picture
- La Reine des neiges (Frozen) – (Scène: Elsa's Blizzard)
  - L'Île des Miam-nimaux : Tempête de boulettes géantes 2 (Cloudy with a Chance of Meatballs 2)
  - Epic : La Bataille du royaume secret (Epic) – (Scène: Boggan Crowds)
  - Les Croods (The Croods)

### Outstanding FX and Simulation Animation in a Commercial or Broadcast Program
- PETA: 98% Human
  - Sony PlayStation: Perfect Day
  - Toyota Avalon: Formula
  - Toy Story of Terror

### Animation de personnage à la télévision ou dans une publicité
- PETA: 98% Human
  - Le Trône de fer (Game of Thrones) – (Épisode: Raising the Dragons)
  - Smithwick's: Squirrel
  - Three, The Pony
  - Toy Story of Terror!

### Compositing dans un film
- Gravity
  - Elysium
  - Iron Man 3 – (Scène: Barrel of Monkeys)
  - Iron Man 3 – (Scène: House Attack)
  - Le Hobbit : La Désolation de Smaug (The Desolation of Smaug)

### Animation de personnage dans un film d'animation
- La Reine des neiges (Frozen)
  - L'Île des Miam-nimaux : Tempête de boulettes géantes 2 (Cloudy with a Chance of Meatballs 2)
  - Moi, moche et méchant 2 (Despicable Me 2)
  - Monstres Academy (Monsters University)
  - Les Croods (The Croods)

### Effets visuels dans un jeu vidéo
- Call of Duty: Ghosts
  - Crysis 3
  - Killzone: Shadow Fall
  - NBA 2K14
  - Ryse: Son of Rome

### Compositing dans un programme de télévision
- Le Trône de fer (Game of Thrones) – (Épisode: The Climb)
  - Banshee – (Épisode: Pilot)
  - Le Trône de fer (Game of Thrones) – (Épisode: The Conquering of Yunkai)
  - Vikings – (Épisode: Dispossessed)

### Meilleur personnage animé dans un film en prises de vues réelles
(Outstanding Animated Character in a Live Action Feature Motion Picture)
- Le Hobbit : La Désolation de Smaug (The Desolation of Smaug) – "le dragon Smaug"
  - Gravity – "le Dr Ryan Stone"
  - Le Monde fantastique d'Oz (Oz the Great and Powerful) – "la petite fille de porcelaine"
  - Jakub Pistecky, Frank Gravatt, Cyrus Jam et Chris Havreberg pour "Kaiju-Leatherback" dans Pacific Rim

## Spécials

### Georges Méliès Award
- Gravity – Alfonso Cuarón

### Lifetime Achievement Award
- John Dykstra